# Prosuhpalacsa biamoensis
Prosuhpalacsa biamoensis là một loài côn trùng trong họ Ascalaphidae thuộc bộ Neuroptera. Loài này được Makarkin miêu tả năm 1998.